# Liste der Biografien/Fray
Liste der Biografien |
Portal Biografien |
Personensuche
# |
A |
B |
C |
D |
E |
F |
G |
H |
I |
J |
K |
L |
M |
N |
O |
P |
Q |
R |
S |
T |
U |
V |
W |
X |
Y |
Z |
?
 
Fa |
Fe |
Ff |
Fh |
Fi |
Fj |
Fk |
Fl |
Fm |
Fn |
Fo |
Fr |
Ft |
Fu |
Fy
 
Fra |
Frc |
Fre |
Frg |
Fri |
Frk |
Frl |
Fro |
Fru |
Fry
 
Fraa |
Frab |
Frac |
Frad |
Frae |
Fraf |
Frag |
Frah |
Frai |
Fraj |
Frak |
Fral |
Fram |
Fran |
Frao |
Frap |
Fraq |
Frar |
Fras |
Frat |
Frau |
Frav |
Fraw |
Fray |
Fraz
Die Liste der Biografien führt alle Personen auf, die in der deutschsprachigen Wikipedia einen Artikel haben. Dieses ist eine Teilliste mit 19 Einträgen von Personen, deren Namen mit den Buchstaben „Fray“ beginnt.

## Fray
- Fray, David (* 1981), französischer PianistDavid Fray (* 1981)

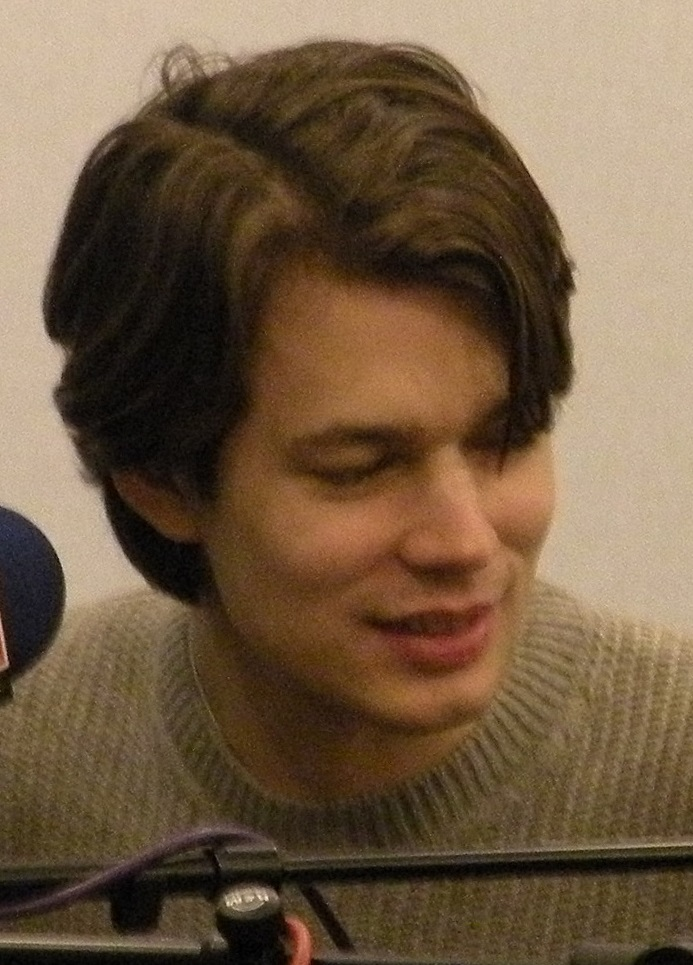
David Fray (* 1981)

- Fray, Jomo, US-amerikanischer Kameramann
- Fray, Michael (1947–2019), jamaikanischer Sprinter

### Frayd
- Fraydl, Gernot (* 1939), österreichischer Fußballtormann und Trainer
- Fraydt von Fraydenegg und Monzello, Otto (1851–1939), österreichischer Beamter und Politiker, Landtagsabgeordneter

### Frayl
- Frayling, Christopher (* 1946), britischer Geschichtswissenschaftler und Autor

### Fraym
- Frayman, Daria (* 2002), russisch-zyprische Tennisspielerin

### Frayn
- Frayn, Michael (* 1933), britischer Schriftsteller
- Frayne, Bruce (* 1958), australischer Sprinter
- Frayne, Henry (* 1990), australischer Drei- und Weitspringer
- Frayne, John G. (1894–1990), US-amerikanischer Erfinder

### Frays
- Frays, August von (1790–1863), bayerischer Kammerherr, Generalmajor und Hoftheater-Intendant
- Frayser Boy (* 1976), US-amerikanischer Rapper
- Fraysse, Emile, französisch-US-amerikanischer Radsportler und Radsportfunktionär
- Fraysse, Eugène (* 1879), französischer Fußballspieler
- Fraysse, Jacqueline (* 1947), französische Kardiologin und Politikerin (PCF)
- Fraysse, Jean-Louis (1946–2011), französischer Schriftsteller
- Fraysse, Sébastien (* 1986), französischer Radrennfahrer
- Frayssinous, Denis-Antoine-Luc de (1765–1841), französischer Theologe